# Bohol
Bohol là một tỉnh đảo của Philippines thuộc vùng Trung Visayas, gồm có bản thân đảo Bohol và 75 hòn đảo nhỏ hơn xung quanh. Tỉnh lỵ là thành phố Tagbilaran. Chiều dài bờ biển là 261 km, đảo Bohol là hòn đảo lớn thứ 10 tại Philippines. Phía tây của Bohol là đảo Cebu, phía tây bắc là đảo Leyte và ở phía nam là Mindanao.
Bohol là một địa điểm du lịch du lịch nổi tiếng với các bãi biển và nơi nghỉ dưỡng. Chocolate Hills với nhiều ngọn đồi hình thành từ đá vôi là nơi nổi tiếng nhất. Hòn đảo Panglao ở phía tây nam của thành phố Tagbilaran là một nơi nổi tiếng cho thú vui lặn biển và thường được liệt kê là một trong top 10 nơi lặn biển trên thế giới.
Người dân Bohol thường nói đến hòn đảo quê hương của họ là "Cộng hoà Bohol" với cả nỗi tiếc nuối và niềm kiêu hãnh. Một eo biển hẹp chia tách đảo Cebu và Bohol và cả hai hòn đảo đều dùng chung một ngôn ngữ, nhưng người Bohol có thể nhận biết được sự khác biệt giữa chúng. Khí hậu Bohol thường khô hanh với lượng mưa lớn nhất từ tháng 6 đến tháng 10. Vùng nội địa mát mẻ hơn ngoài bờ biển.

## Lịch sử
Quân đội đế quốc Nhật Bản đổ bộ lên Tagbilaran vào ngày 17 tháng 5, 1942. Người dân trên đảo đã không thành công trong cuộc chiến với người Nhật. Sau đó đảo được giải phóng bởi các du kích người Bohol và liên quân Hoa Kỳ và Philippines.

## Địa lý

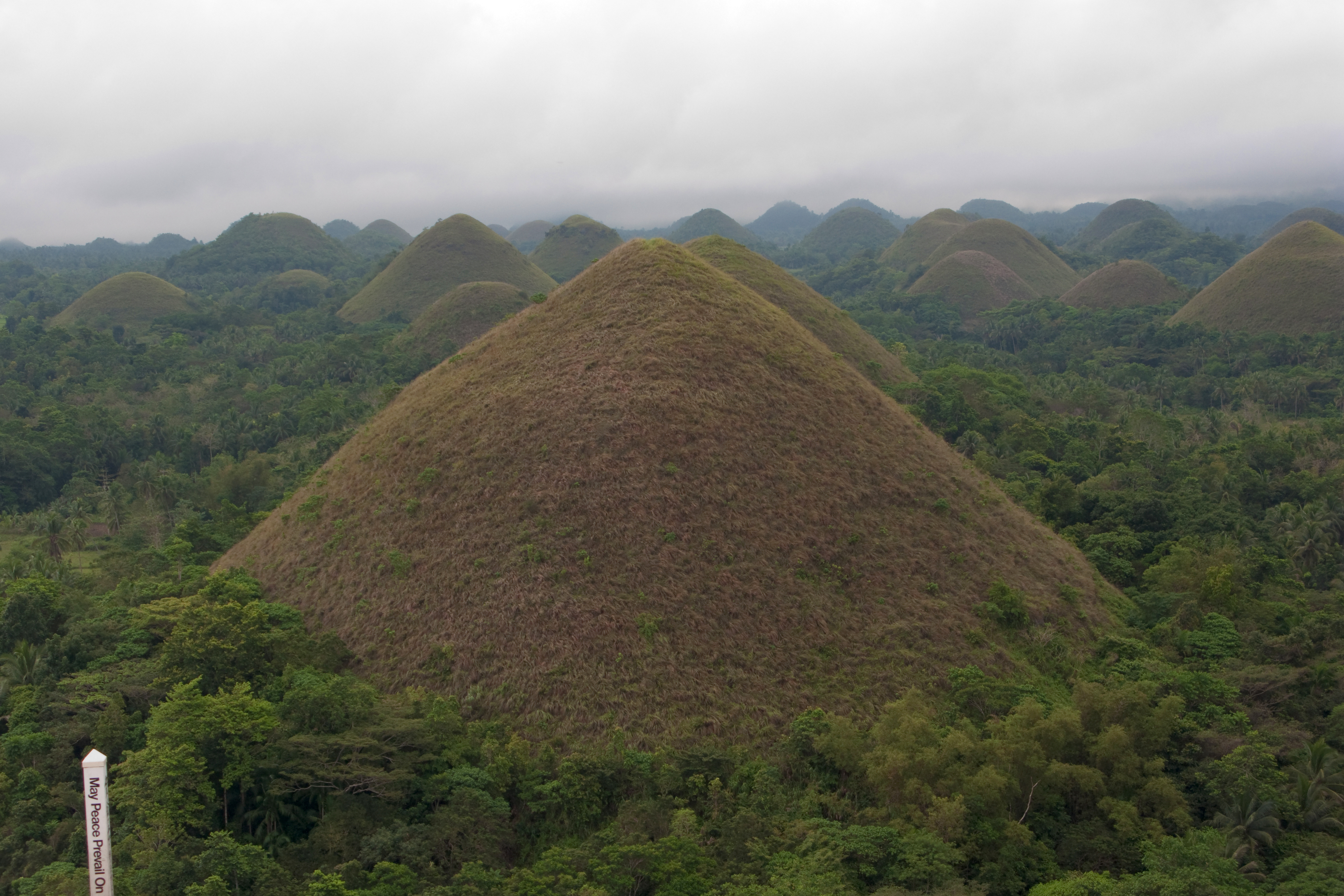
Đồi Sôcôla tại Bohol

Hòn đảo chính Bohol có hình trái xoan. Vùng núi trong nội địa là nơi cư trú hiếm hôi và nguy hiểm của các loài động thực vật. Điểm cao nhát của hòn đảo là 870 m trên mực nước biển. Vùng nội địa thấp được phân chia giữa nông nghiệp và rừng Phần trung tâm và phía bắc của vùng đất thấp có đất đai phí nhiêu và nhiều nguồn cung cấp nước tưới. Hàng trăm hang động đã được phát hiện ra trên đảo.
Từ tháng 11 đến tháng 4 có gió mùa đông bắc. Trừ những lúc hiếm gặp, đây là khoảng thời gian ôn hoà trong năm. Nhiệt độ trung bình ngày là 28˚, ban đêm nhiệt độ xuống khoảng 25˚C. Mùa hè từ tháng 5 đến tháng 7 có nhiệt độ cao hơn và rất ẩm ướt. Từ tháng 8 đến tháng 10 có gió mùa tây nam. Thời tiết mùa này rất khó đoán, có tuần sẽ mưa nhiều và có tuần sẽ khô ráo. Mưa có thể đến mọi ngày trong năm, nhưng nhiều nhất là từ tháng 11 tới tháng 1.

## Kinh tế

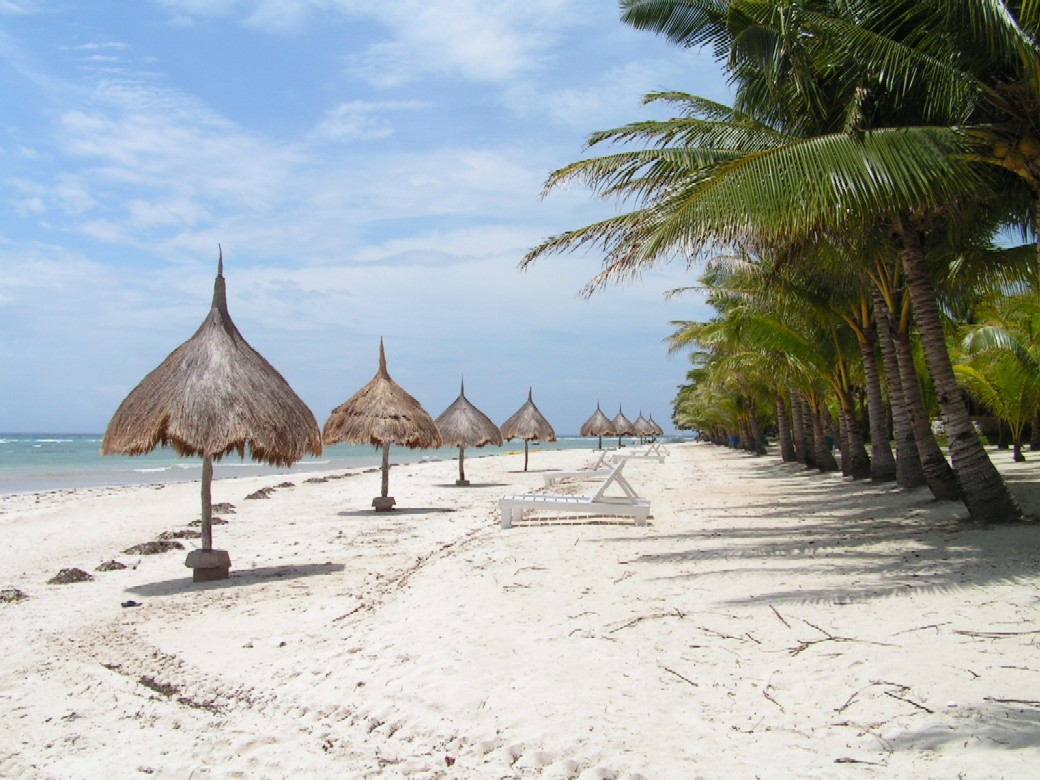
Một bãi biển cát trắng ở đảo Panglao

Du lịch đóng vai trò ngày càng tăng trong nền kinh tế của tỉnh. Một sân bay quốc tế đang có kế hoạch xây dựng ở Panglao. Tỷ lệ thất nghiệp là 11,7% năm 1999.

## Hành chính
Bohol có 1 thành phố và 47 đô thị tự trị, và được chia tiếp thành 1.109 barangay. Trung bình một hộ dân có 5,41 người.
- Thành phố Tagbilara

| - Alburquerque - Antequera - Baclayon - Balilihan - Calape - Catigbian - Corella - Cortes - Dauis - Capoocan - Maribojoc - Panglao - Sikatuna - Tubigon | - Bien Unido - Buenavista - Clarin - Dagohoy - Danao - Inabanga - Jetafe - Pres. Carlos P. Garcia - Sagbayan - San Isidro - San Miguel - Talibon - Trinidad - Ubay | - Alicia - Anda - Batuan - Bilar - Candijay - Carmen - Dimiao - Duero - Garcia Hernandez - Guindulman - Jagna - Lila - Loay - Loboc - Mabini - Pilar - Sevilla - Sierra Bullones - Valencia |